# Sebedín-Bečov
Sebedín-Bečov je obec na Slovensku v okrese Banská Bystrica.

## Historie
Obec Sebedín-Bečov leží v předhůří Poľany v údolí potoka Zolná, na hranici banskobystrického a zvolenského okresu. Nejstarší zmínka o Sebedíně pochází z roku 1351. Od roku 1424 patřila k vígľašskému panství. Od 16. století do roku 1848 ji vlastnili šlechtické rodiny, nejdéle Zolnayové. Dominantou Sebedína je budova obecního úřadu, ve které sídlí i domů sociálních služeb. Bečov vznikl v polovině 14. století. Do 16. století patřil zemanovi z Mičiné, pak Hronseku a později k Vígľašskému hradnímu panství. V roce 1964 se obě obce sloučily do jedné.

## Kultura
V obou částech se nacházejí barokní zděné zvonice postavené v 18. století. Obec má také dva domy smutku. Na bohoslužby obyvatelé Bečova docházejí do Hrochotě, Sebedínští do Očové. Každých 5 let se koncem léta konají oslavy dne obce, které jsou současně prohlídkou místní kultury a zvyků.